# Josep Maria Pujol i Duran
Josep Maria Pujol i Duran (Vilanova i la Geltrú, 12 d'agost de 1930 - Vilanova i la Geltrú, 8 d'octubre de 2013) fou un futbolista català de la dècada de 1950.

## Trajectòria
Jugà al RCD Espanyol l'any 1950, malgrat no disputà cap partit oficial, només alguns amistosos. El seu únic gol amb l'Espanyol el marcà el 18 de maig de 1950, en un partit amistós enfront del CE Alcoià jugat a l'Estadi de Sarrià. Posteriorment jugà amb el CF Vilanova, Cartagena CF i CD Naval de Cartagena.
Un cop retirat continuà lligat a l'Espanyol, jugant amb els Veterans a la dècada de 1970 i principis de 1980, i essent fundador de la Penya Blanc-i-blava de Vilanova. També continuà lligat al CF Vilanova, on fou primer president de l'agrupació de Veterans i soci número 1 del club.